# Tonengo
Tonengo (Tonengh in piemontese) è una frazione di 246 abitanti del comune di Moransengo-Tonengo nella provincia di Asti in Piemonte, situata su un colle di altitudine media di 430 metri s.l.m.
Comune autonomo fino al 2022, dal 1º gennaio 2023 si è fuso col comune di Moransengo per dare vita al nuovo comune di Moransengo-Tonengo.

## Storia
Tonengo può vantare origini antiche: secondo alcuni studiosi potrebbe essere stato fondato dai Cimbri. Si trova sulla antica strada romana che univa Asti ad Industria.
Nel 770 era un paese di una certa importanza, che l'imperatore Carlo Magno diede in feudo ad Aimone Radicati, conte di Cocconato. In seguito Tonengo entrò a far parte dell'orbita del marchesato del Monferrato, e  nel 1292 si ha notizia di un sanguinoso scontro bellico ad opera degli Astesi, che assediavano Albugnano, e che a Tonengo sconfissero le truppe del marchese del Monferrato.
Nei secoli XVI e XVII  appartenne  ai signori di Gattinara e di Settimo. Con il trattato di Cherasco del 1691, Tonengo entrò a far parte del Ducato di Savoia.
Nel 1928 fu aggregato al Comune  di Cocconato e solo dopo l'ultima guerra mondiale divenne nuovamente Comune autonomo.

### Simboli
Lo stemma e il gonfalone del comune di Tonengo erano stati concessi con il decreto del presidente della Repubblica del 2 aprile 1990.
Stemma
Gonfalone

## Monumenti e luoghi di interesse

Chiesa di San Michele

- Chiesa di San Michele: sorge isolata sulla sommità di un colle, in frazione Ottini, risalente al XII secolo.

L'abside è arricchita da archetti pensili e divisa in tre campate in cui si aprono finestrelle pluriarcate.
La muratura dei fianchi alterna fasce in cotto a fasce in pietra arenaria. È stata ristrutturata nel 2018, con creazione di annessa area verde, con cartelli illustrativi.

## Società

### Evoluzione demografica
Il comune ha subito un forte spopolamento negli ultimi cento anni, dimezzando la popolazione residente dall'anno 1921 ad oggi.
Abitanti censiti

## Amministrazione
Di seguito è presentata una tabella relativa alle amministrazioni che si sono succedute in questo comune.
| Periodo        | Periodo          | Primo cittadino        | Partito                                 | Carica  | Note   |
| -------------- | ---------------- | ---------------------- | --------------------------------------- | ------- | ------ |
| 11 giugno 1985 | 8 giugno 1990    | Enrico Emanuel         | Partito Socialista Democratico Italiano | Sindaco | [ 11 ] |
| 8 giugno 1990  | 24 aprile 1995   | Enrico Emanuel         | Partito Socialista Italiano             | Sindaco | [ 11 ] |
| 24 aprile 1995 | 14 giugno 1999   | Rino Bertolina         | centro                                  | Sindaco | [ 11 ] |
| 14 giugno 1999 | 14 giugno 2004   | Raffaele Audino        | lista civica                            | Sindaco | [ 11 ] |
| 14 giugno 2004 | 8 giugno 2009    | Raffaele Angelo Audino | lista civica                            | Sindaco | [ 11 ] |
| 8 giugno 2009  | 19 novembre 2012 | Cesare Emanuel         | lista civica                            | Sindaco | [ 11 ] |
| 27 maggio 2013 | 10 giugno 2018   | Raffaele Angelo Audino | lista civica Campanile                  | Sindaco | [ 11 ] |
| 11 giugno 2018 | 31 dicembre 2022 | Raffaele Angelo Audino | lista civica Un campanile               | Sindaco | [ 11 ] |